# 澳門郊野公園
澳門的郊野公園是指由作為康樂及保育用途的公園，是根據香港郊野公園制度基礎而定立，旨在保护环境，为市民提供一个美丽的自然环境。

## 設施
郊野公園內設有野餐區和燒烤區、營地、兒童遊戲設施和涼亭等設施，供遊人享受大自然的景色。除上述郊遊設施外，澳門政府更在郊野公園設置苗圃、動物園、觀鳥園、博物館和自然資訊站等，向遊人推廣自然教育。郊野公園內更有設置路標的山徑路線，如家樂徑、環山徑和健康徑等，讓遊人可按能力在山林中漫步，欣賞大自然美景。

## 動植物
若沿郊野公園的山徑路線遊覽，便可親自欣賞到沿途生長之植物、花卉和昆蟲。澳門的郊野公園內設置了苗圃、動物園和觀鳥園等設施，讓遊人可接觸和認識大自然。其中設有的植物園更成為澳門樹種的基因庫，而外地種子交流試種區則改良和試種一些澳門內沒有的植物。當中設有的自然資訊站，更提供了海島綠化區的設施和澳門動植物的現況。

## 活動
郊野公園除了提供的山徑和郊遊設施外，更會提供綠化講座和生態圖片展等推廣自然教育的活動。郊野公園歡迎個人、學校和社團在郊野公園內進行活動。另外，政府自1982年開始主辦綠化週，當中的講座、展覽、公民教育和文娛康體活動等都讓不同的社會人士參與。

## 郊野公園列表

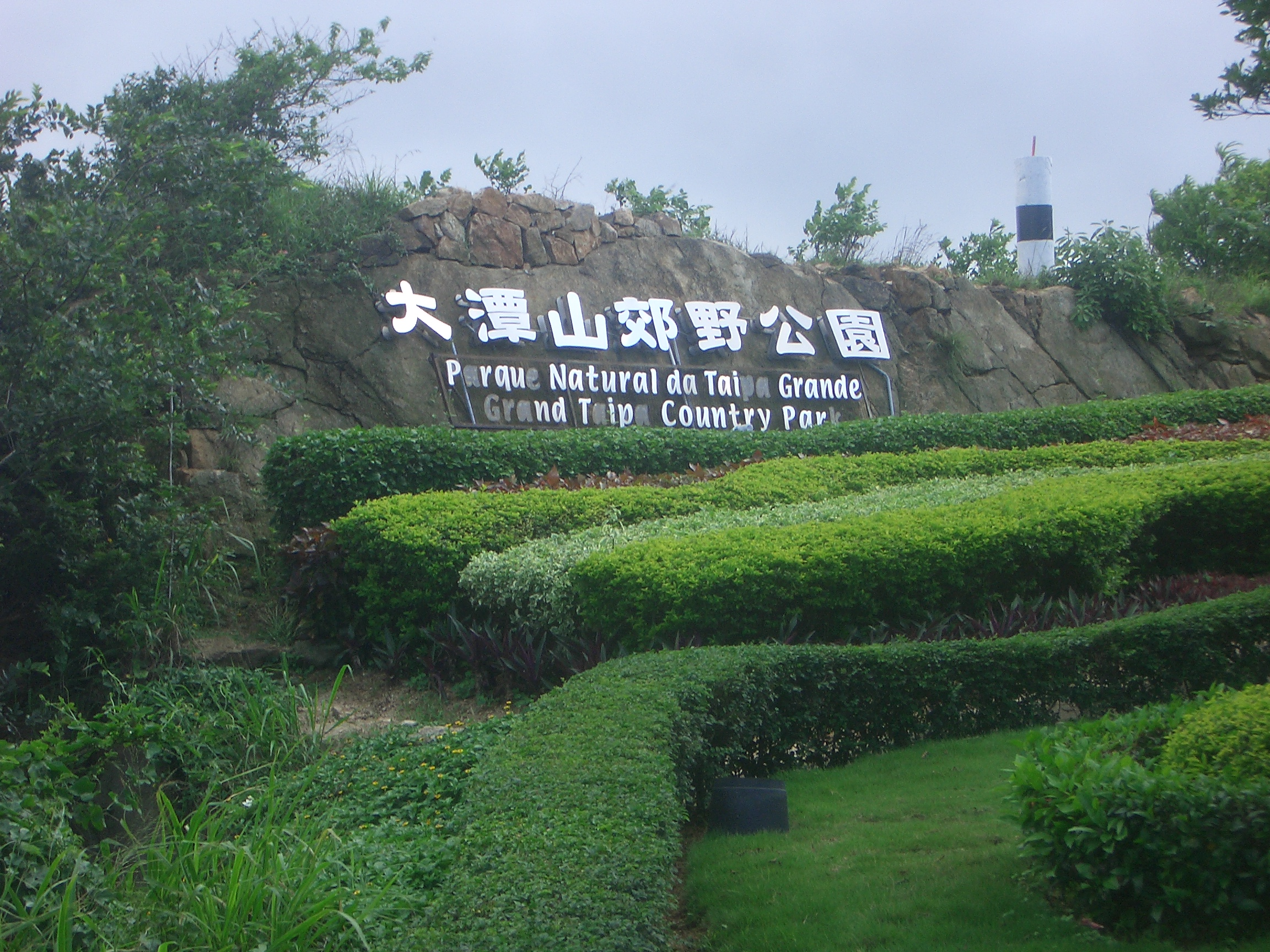
大潭山郊野公園

### 氹仔
- 大潭山郊野公園

### 路環
- 石排灣郊野公園
- 黑沙水庫郊野公園
- 九澳水庫郊野公園